# Olympische Winterspiele 1980/Teilnehmer (Großbritannien)
| Gelbes Symbol für Goldmedaillen mit stilisierten Olympischen Ringen | Graues Symbol für Silbermedaillen mit stilisierten Olympischen Ringen | Braundes Symbol für Bronzemedaillen mit stilisierten Olympischen Ringen |
| ------------------------------------------------------------------- | --------------------------------------------------------------------- | ----------------------------------------------------------------------- |
| 1                                                                   | —                                                                     | —                                                                       |

Das Vereinigte Königreich nahm an den Olympischen Winterspielen 1980 in Lake Placid mit einer Delegation von 48 Athleten (36 Männer, 12 Frauen) teil. Der Rennrodler Jeremy Palmer-Tomkinson wurde als Fahnenträger für die Eröffnungsfeier ausgewählt.

## Teilnehmer nach Sportarten

### Biathlon
Herren:
- Graeme Ferguson
20 km: 33. Platz
4 × 7,5 km: 12. Platz
- Paul Gibbins
10 km: 42. Platz
4 × 7,5 km: 12. Platz
- Keith Oliver
10 km: 20. Platz
20 km: 16. Platz
4 × 7,5 km: 12. Platz
- Jim Wood
10 km: 40. Platz
20 km: 25. Platz
4 × 7,5 km: 12. Platz

### Bob
| Zweierbob: - John Howell / Jonnie Woodall (GBR I) 10. Platz - Roger Potter / Mike Pugh (GBR II) 17. Platz | Viererbob: - Corrie Brown / John Howell / Tony Wallington / Jonnie Woodall (GBR I) 9. Platz - Gomer Lloyd / Andrew Ogilvy-Wedderburn / Nick Phipps / Jackie Price (GBR II) 15. Platz |

### Eiskunstlauf
| Damen: - Karena Richardson 12. Platz | Herren: - Robin Cousins - Christopher Howarth 15. Platz | Paare: - Susy Garland / Robert Daw 10. Platz | Eistanz: - Jayne Torvill / Christopher Dean 5. Platz - Karen Barber / Nicky Slater 12. Platz |

### Eisschnelllauf
| Damen: - Kim Ferran 500 m: 30. Platz 1000 m: 35. Platz 1500 m: DSQ - Mandy Horsepool 1000 m: 37. Platz 1500 m: 28. Platz 3000 m: 26. Platz | Herren: - John French 5000 m: 27. Platz 10.000 m: 24. Platz - Alan Luke 1500 m: 34. Platz 5000 m: 26. Platz - Archie Marshall 500 m: DSQ 1000 m: 40. Platz - Geoff Sandys 1500 m: 33. Platz 5000 m: 28. Platz |

### Rodeln
| Damen: - Avril Walker DNF - Joanna Weaver 23. Platz | Herren: - Jeremy Palmer-Tomkinson 15. Platz - Derek Prentice 22. Platz - Neil Townshend 16. Platz | Doppelsitzer: - Christopher Dyason / Derek Prentice 14. Platz - John Denby / Jeremy Palmer-Tomkinson 19. Platz |

### Ski Alpin
| Damen: - Kirstin Cairns Slalom: DNF - Moira Cargill Abfahrt: 24. Platz - Valentina Iliffe Abfahrt: 25. Platz Riesenslalom: 31. Platz Slalom: 16. Platz - Anne Robb Riesenslalom: 27. Platz Slalom: DNF | Herren: - Konrad Bartelski Abfahrt: 12. Platz Riesenslalom: 39. Platz Slalom: DNF - Ross Blyth Abfahrt: 28. Platz Riesenslalom: 43. Platz Slalom: 28. Platz - David Cargill Abfahrt: 29. Platz - Roddy Langmuir Riesenslalom: DNF Slalom: DNF - Alan Stewart Abfahrt: 30. Platz Riesenslalom: 33. Platz Slalom: DNF |

### Ski Nordisch

#### Langlauf
Herren:
- Michael Goode
15 km: 52. Platz
- Philip Jacklin
15 km: 57. Platz
- Charles MacIvor
15 km: 49. Platz